# Louis Schuijer
Louis Schuijer   (la Haia, 23 de maig de 1901 - Sobibor, 11 de juny de 1943) fou un violoncel·lista neerlandès.
Schuijer era fill del compositor Samuel Schuijer i Elisabeth Alter. Va estudiar violoncel amb Isaac Mossel, va ser violoncel·lista solista a Frankfurt del Main i amb lOrquestra Filharmònica a Stuttgart. Allà fou acomiadat com a jueu el 1933.
Després va trobar feina amb lOrquestra Utrechtsch Stedelijk i va formar el Quartet de corda Stichtsch juntament amb la seva dona Evalina Lopes Salzedo (primer violí), Cora Borawitz (segon violí) i Mien Kan (alt). El diari "Het Vaderland" va assenyalar el 1939 que estava "a la primera fila dels violoncel·listes-solistes europeus". Durant la Segona Guerra Mundial va ser violoncel·lista de l'Orquestra Simfònica Jueva.
Schuijer i la seva dona van ser assassinats l'11 de juny de 1943 a Sobibor. No van tenir fills.